# Kingston upon Hull
Kingston upon Hull (es cita normalment només com a Hull) és una ciutat i unitat autoritària del comtat de l'East Riding de Yorkshire, Anglaterra. Compta amb una universitat i un centre d'estudi de medicina, la Hull York Medical School.

## Geografia

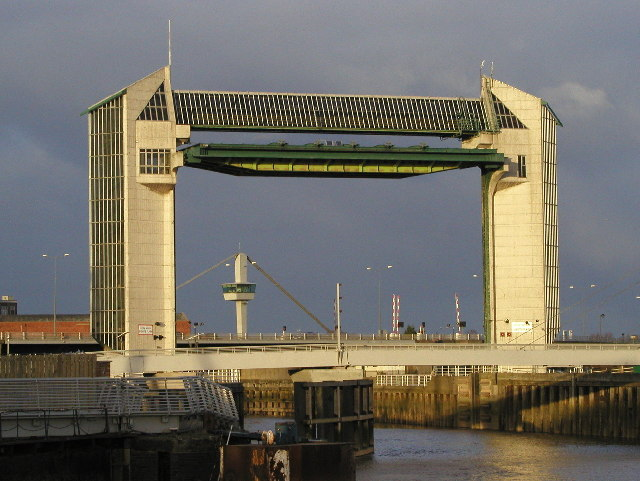
El riu Hull.

Està situada a 40 km del Mar del Nord, a banda i banda del riu Hull on aquest desemboca a la ria o l'estuari Humber. Es troba a la regió històrica de Yorkshire.
El 2005 tenia una població estimada de 262.400 habitants.

## Clima
El clima és atlàntic, amb meteorologia molt variable. Hi plou uns 109 dies l'any amb uns 565 litres en total, i la temperatura mitjana anual és de 9,8 °C.

## Història
Kingston upon Hull va rebre el títol de ciutat el 1299 de part d'Eduard I d'Anglaterra. Durant la Guerra Civil Anglesa (segle xvii), Hull va esdevenir estratègicament important perquè hi havia un gran arsenal que el rei no va poder prendre.
Durant la Segona Guerra Mundial, en la batalla aèria anomenada The Blitz, Hull va ser la ciutat més atacada després de Londres perquè era un objectiu molt visible i fàcil d'atacar, i perquè era un port important. El centre de la ciutat va ser destruït i més del 95% de les cases de la població resultaren destruïdes o malmeses.

## Economia
Té un port molt actiu (transport de mercaderies) i una indústria pesquera, aquesta última, però, en declivi. La indústria se centra en la química i el sector de la salut.

## Hull al cinema
- A la ciutat de Hull s'hi va gravar una bona part de la pel·lícula Amazing Grace, del 2006.

## Fills il·lustres
- Alfred Hollins, (1856-1943), organista i compositor.
- Ethel Leginska (1886–1970), fou un pianista, compositor i director d'orquestra.